# La Maison de la brume

La Maison de la brume (La mansión de la niebla) est un film d'horreur italo-espagnol réalisé par Francisco Lara Polop et Pedro Lazaga en 1972.

## Synopsis
Un couple, égaré dans le brouillard, trouve un refuge dans une vieille bâtisse située près d'un cimetière. Des choses étranges et horribles commencent à se produire...

## Fiche technique
- Titre original : La mansión de la niebla
- Titre français : La Maison de la brume ou Maniac Mansion
- Réalisation : Francisco Lara Polop et Pedro Lazaga
- Scénario : Luis G. de Blain
- Musique : Marcello Giombini
- Photographie : Guglielmo Mancori
- Montage : Mercedes Alonso
- Pays de production :  Espagne,  Italie
- Langue originale : espagnol
- Format : couleur
- Durée : 83 minutes
- Genre : Horreur.
- Date de sortie : 5 août 1972

## Distribution
- Ida Galli : Martha Clinton
- Analía Gadé : Elsa
- George Rigaud : le père d'Elsa
- Lisa Leonardi : Laura
- Franco Fantasia : Monsieur Potter
- Alberto Dalbes : Ernest